# Filippo Acciajuoli
Filippo Acciajuoli, italijanski rimskokatoliški duhovnik, škof in kardinal, * 12. marec 1700, Rim, † 24. julij 1766.

## Življenjepis
2. decembra 1743 je bil imenovan za naslovnega nadškofa palestinske Petre; 8. decembra istega leta je prejel duhovniško in 21. decembra 1743 še škofovsko posvečenje.
22. januarja 1744 je bil imenovan za apostolskega nuncija v Švici in 28. januarja 1754 še za apostolskega nuncija na Portugalskem.
24. septembra 1759 je bil povzdignjen v kardinala in 6. aprila 1761 je bil ustoličen kot kardinal-duhovnik S. Maria degli Angeli.
24. januarja 1763 je bil imenovan za nadškofa (osebni naziv) škofije Ancona e Numana.